# Підгір'ївська сільська рада
Підгі́р'ївська сільська́ ра́да — орган місцевого самоврядування в Первомайському районі Миколаївської області. Адміністративний центр — село Підгір'я.

## Загальні відомості
- Населення ради: 653 особи (станом на 2001 рік)

## Населені пункти
Сільській раді підпорядковані населені пункти:
- с. Підгір'я
- с. Мічуріне

## Склад ради
Рада складається з 14 депутатів та голови.
- Голова ради: Аркуша Олександр Анатолійович
- Секретар ради: Іванюк Ніна Гаврилівна

### Керівний склад попередніх скликань
| Прізвище, ім'я, по батькові   | Основні відомості                                                                     | Дата обрання | Дата звільнення |
| ----------------------------- | ------------------------------------------------------------------------------------- | ------------ | --------------- |
| Білик Вадим Григорович        | Сільський голова, 1984 року народження, член Соціалістичної партії України            | 26.03.2006   | 31.10.2010      |
| Аркуша Олександр Анатолійович | Сільський голова, 1966 року народження, освіта середня загальна, член Партії регіонів | 31.10.2010   |                 |

Примітка: таблиця складена за даними сайту Верховної Ради України

### Депутати
За результатами місцевих виборів 2010 року депутатами ради стали:

#### За суб'єктами висування
| Суб'єкт висування                     | Кількість обраних депутатів | %    |
| ------------------------------------- | --------------------------- | ---- |
| Самовисування                         | 7                           | 50   |
| Партія регіонів                       | 6                           | 42,9 |
| Українська соціал-демократична партія | 1                           | 7,1  |

#### За округами
| № округу                              | Прізвище, ім'я, по батькові         | Дата визнання обраним | Освіта             | Партійна приналежність                       | Відомості про обраного депутата         |
| ------------------------------------- | ----------------------------------- | --------------------- | ------------------ | -------------------------------------------- | --------------------------------------- |
| Партія регіонів                       |                                     |                       |                    |                                              |                                         |
| 2                                     | Шеляєв Сергій Олександрович         | 02.11.2010            | середня            | член Партії регіонів                         | тимчасово не працює                     |
| 3                                     | Шевченко Вікторія Вікторівна        | 02.11.2010            | середня спеціальна | член Партії регіонів                         | тимчасово не працює                     |
| 5                                     | Шаповалова Ольга Василівна          | 02.11.2010            | середня спеціальна | член Партії регіонів                         | тимчасово не працює                     |
| 6                                     | Шарковський Олександр Іванович      | 02.11.2010            | середня спеціальна | член Партії регіонів                         | одноосібник                             |
| 7                                     | Аркуша Людмила Борисівна            | 02.11.2010            | вища               | член Партії регіонів                         | Чаусівська НВК, психолог                |
| 9                                     | Крижановська Марина Олександрівна   | 02.11.2010            | середня            | член Партії регіонів                         | тимчасово не працює                     |
| Українська соціал-демократична партія |                                     |                       |                    |                                              |                                         |
| 13                                    | Бушилов Денис Дмитрович             | 02.11.2010            | вища               | член Української соціал-демократичної партії | ВАТ «Підгір'ївське», головний інженер   |
| Самовисування                         |                                     |                       |                    |                                              |                                         |
| 1                                     | Різниченко Аліса Миколаївна         | 02.11.2010            | вища               | позапартійна                                 | Підгір'ївський тер.центр, соц.працівник |
| 4                                     | Ликов Сергій Васильович             | 02.11.2010            | середня спеціальна | позапартійний                                | ФГ «Домінатор», обліковець              |
| 8                                     | Загарія Віра Терентіївна            | 02.11.2010            | вища               | позапартійна                                 | ВАТ «Підгір'ївське», головний бухгалтер |
| 10                                    | Іванюк Ніна Гаврилівна              | 02.11.2010            | вища               | позапартійна                                 | Підгір'ївська сільська рада, секретар   |
| 11                                    | Нечитайло Тетяна Василівна          | 02.11.2010            | середня спеціальна | позапартійна                                 | ВАТ «Підгір'ївське», бухгалтер          |
| 12                                    | Гощівська Наталія Василівна         | 02.11.2010            | вища               | позапартійна                                 | ВАТ «Підгір'ївське», економіст          |
| 14                                    | Крижановський Володимир Тимофійович | 02.11.2010            | вища               | позапартійний                                | ВАТ"Підгір'ївське", головний агроном    |